# スリキ島
スリキ島（スリキとう、スペイン語: Isla Sriqui）とは、チチカカ湖のボリビア領にある島の名称。ワタハタやプエルト・ペレスから行くことができる。
1970年、ノルウェー人の科学者で探検家のトール・ヘイエルダールによる大西洋横断実験のための葦船製造に、この島で伝統的な技術を保持していた船大工達が招請されたことは広く知られている。
今でも伝統的な葦船の技術は継承されているが、産業としては製作されていない。船の製造は現在でも島の重要産業であるが、材質は木で通常の動力を備えており、チチカカ湖で広く使われている。トトラ葦の加工技術は、工芸品の製造に生かされている。これらの製品の製造販売で島民のおよそ60％が生計を立てている。
他の生業は、農業と漁業が主であるが、観光も行われている。また、暖かい気候のため、トウモロコシ栽培も可能であり、アルティプラーノ周辺の貴重な栽培地帯となっている。